# Powder Island
Powder Island (von englisch powder ‚Pulver, Puder, Mehl‘, spanisch Islote Pólvora) ist eine Insel 3 km vor der Rymill-Küste des Palmerlands auf der Antarktischen Halbinsel. Im George-VI-Sund liegt sie 13 km südsüdöstlich des Kap Jeremy.
Der Falkland Islands Dependencies Survey kartierte sie 1948 und benannte sie nach dem mürben Gestein, das hier gefunden wurde.